# 高汐巴
高汐 巴（たかしお ともえ、本名：嶋田 美子 - しまだ よしこ、1952年12月2日 - ）は、女優、元宝塚歌劇団花組トップスター。
京都府京都市、成蹊学園出身血液型AB型、身長167cm。
愛称の「ペイ」は林家三平 (初代)のギャグよし子さんに由来。

## 略歴
1972年、58期生として宝塚歌劇団に入団。雪組公演『かぐら／ザ・フラワー』で初舞台を踏む。宝塚入団時の成績は48人中17位。同期生に元専科の邦なつき、元花組組長の星原美沙緒、女優の寿ひずる、峰さを理がいる。
同年8月、関西テレビ番組「ザ・タカラヅカ!」に出演するユニット「バンビーズ」の8期生に選ばれる。同じく選ばれた峰、寿とともに、翌年3月までほぼ毎週テレビ出演する事となる。
1973年4月2日、星組に配属。峰、寿と同期生トリオとして、注目を浴びる。
1975年、雪組に異動。
1978年、『ヴェロニック』でバウホール公演初主演を務める。
1979年、『春風の招待』の新人公演で初主演を務める。
1980年、花組へ異動。松あきら、順みつきのダブルトップの下で活躍。
1982年、雪組へ異動。寿ひずると入れ替わる形で雪組2番手に昇進。
1983年、花組へ異動。順みつきの後を受け、『紅葉愁情／メイフラワー』にて花組トップスターに就任。
1987年12月30日をもって宝塚歌劇団を退団。最終出演公演の演目は花組・東京公演『あの日薔薇一輪／ザ・レビュースコープ』。
退団後も女優として舞台やライブなどで活動している。70歳時の2023年に完成した映画『墨田川華いちりん』（神田裕司監督）が映画初出演となった。

## 宝塚歌劇団時代の主な舞台

### 星組時代
- 1974年6月、『清く正しく美しく』／『虞美人』新人公演：樊曾（本役：但馬久美）（東宝）
- 1974年7月、『アルジェの男』新人公演：ジャック（本役：但馬久美）／『ジュジュ -第7銀河系のメルヘン-』
- 1974年10月、『ブリガドーン』チャーリー・ダルリンプル[4]

### 第1次雪組時代
- 1975年4月、『フィレンツェに燃える』新人公演：オテロ（本役：麻実れい）／『ザ・スター』
- 1975年9月、『ザ・タカラヅカ』（ヨーロッパ公演）
- 1976年6月、『星影の人』高木剛、新人公演：土方歳三（本役：麻実れい）／『Non,Non,Non』
- 1977年2月、『鶯歌春』遼国武将チャガタイ、新人公演：王鳳陽（本役：麻実れい）／『マンハッタン・ラブ』
- 1977年7月、『あかねさす紫の花』矢坂部連倉目、新人公演：中大兄皇子（本役：麻実れい）／『ザ・レビュー』
- 1978年1月、『風と共に去りぬ』新人公演：レット・バトラー（本役：麻実れい）
- 1978年6月、『丘の上のジョニー』新人公演：兄アラン（本役：麻実れい）／『センセーション!』
- 1978年8月、『ヴェロニック』（バウ）フロレスタン ＊バウホール初主演
- 1978年10月、『いのちある限り』（バウ）松嶋竜之助
- 1979年1月、『春風の招待』新人公演：ギスターブ、ジョルジュ（本役：汀夏子）／『ハロー!ホリデー』 ＊新人公演初主演
- 1979年8月、『朝霧に消えた人』 堀部安兵衛、新人公演：立花尚二郎（本役：汀夏子）／『オールマン・リバー』
- 1980年2月、『去りゆきし君がために』カルロス

### 第1次花組時代
- 1980年9月、『アナトール』（バウ）警察官
- 1980年11月、『友よこの胸に熱き涙を』アラン／『ザ・スピリット』
- 1981年2月、『恋の特ダネ』（バウ）ロバート ＊バウホール主演
- 1981年5月、『ミステリー・ラグ』（バウ）フリー ＊バウホール主演
- 1981年10月、『エストレリータ』マルコ／『ジュエリー・メルヘン』
- 1982年1月、『ボン・ボヤージュ』（バウ）ビリー ＊バウホール主演
- 1982年3月、『春の踊り』／『アルカディアよ永遠に』エミリオ
- 1982年6月、『エストリレータ』マルコ／『ファースト・ラブ』（全国ツアー）
- 1982年8月、『夜明けの序曲』高浪定二郎

### 第2次雪組時代
- 1982年11月、『パリ変奏曲』ポール・ベルモント／『ゴールデン・ドリーム』
- 1983年2月、『ジャワの踊り子』（中日）オースマン

### 第2次花組時代
- 1983年5月、『霧深きエルベのほとり』フロリアン・ザイデル／『オペラ・トロピカル』（全国ツアー）
- 1983年8月、『マイ・シャイニング・アワー』（バウ） ＊バウホール主演

### 花組トップ時代
- 1983年9月、『紅葉愁情』狩野菊信／『メイフラワー』ジャック・エバンス
- 1984年2月、『琥珀色の雨にぬれて』クロード・ドゥ・ベルナール公爵／『ジュテーム』
- 1984年4月、『朱に恋うる調べ』菊信／『メイフラワー』ジャック・エバンス（全国ツアー）
- 1984年8月、『名探偵はひとりぼっち』デイビッド・パーサー／『ラ・ラ・フローラ』
- 1985年3月、『愛あれば命は永遠に』ナポレオン・ボナパルト
- 1985年6月、『ジャパン・ファンタジー』／『ドリームズ・オブ・タカラヅカ』（ハワイ公演）
- 1985年9月、『テンダー・グリーン』ソーン／『アンドロジェニー』
- 1986年1月、『微風のマドリガル』ミゲル・コスタ／『メモリアール・ド・パリ』
- 1986年6月、『真紅なる海に祈りを』マーク・アントニー／『ヒーローズ』
- 1986年9月、『微風のマドリガル』ミゲル・コスタ／『メモリアール・ド・パリ』（全国ツアー）
- 1987年1月、『タッチ・ミー』（バウ・東京特別）
- 1987年2月、『遥かなる旅路の果てに』ビクトール・カールロビッチ・サビーニン／『ショー・アップ・ショー』
- 1987年4月、『真紅なる海に祈りを』マーク・アントニー／『ヒーローズ』（全国ツアー）
- 1987年8月、『あの日薔薇一輪』ロベール・グランジェ／『ザ・レビュースコープ』 ＊退団公演
- 1987年10月、『琥珀色の雨にぬれて』クロード・ドゥ・ベルナール公爵／『ヒーローズ』（全国ツアー）

## ディスコグラフィー
- 宝塚バウホール花組公演 バウ・リサイタル TOUCH ME 高汐巴の世界(LP)
- 高汐巴 Shinning For You (退団記念LP/TMP-1141)
- 高汐巴 Shinning For You プラス6(CD/TMPC-2A)
- LOVE for YOU 高汐巴 (POLYSTAR/CD)
- 高汐巴 アルバム La vie en Rose(CD)

### 映像作品
- 青春のレッド&ブルー(ビデオ/TMPV-6B)
- 麗人 REIJIN -Season 2- コンサート (Blu-ray + DVD)
- 50周年記念ディナーショー(22.12.25/DVD)

### 参加作品
- 84TMP音楽祭　宝塚70年を歌う(ビデオ) TMPV-1B
- 86TMP音楽祭　ザッツ・ムービー!(ビデオ) TMPV-8B
- 87TMP音楽祭　ラ・シャンソン(ビデオ) TMPV-11B
- 花と愛のたからづか(CD)
- 麗人 REIJIN -Season 2- (CD)
- 麗人 REIJIN　Season 2 “Festa” (CD)

その他 実況LP・CDなど多数。

## 宝塚退団後の主な活動

### 舞台
- 『CAN CAN』（1988年3月 博品館劇場 他）
- 『幸福のウィークリー』（1988年10月 三越劇場）
- 『その男ゾルバ』（1989年9月 - 10月 梅田コマ劇場・新宿コマ劇場） - 未亡人 役
- 『ボクの彼女は魔女』（1991年1月 - 2月 博品館劇場 他）
- 『ヴァニティーズ』（1991年4月 俳優座劇場）
- 松平健特別公演『ジンギスカン』（1991年9月 - 10月 御園座・新歌舞伎座）
- 『昔の女』（1992年2月 東京芸術劇場）
- 『トップ・ハット』（1992年3月 博品館劇場）
- 『はだかデカダン物語』（1992年7月 シアターアプル）
- 『パリの踊り娘たち』（1992年10月 オリエンタル劇場 他）
- こまつ座『頭痛肩こり樋口一葉』（1994年5月 - 8月 紀伊國屋ホール 他） - お鑛役
- 『二人でお茶を』（1995年2月 博品館劇場）
- 『山彦ものがたり』（1996年5月 - 6月 近鉄劇場 他、1997年7月 - 8月 東京芸術劇場 他）
- 『紳士は金髪がお好き』（1996年11月 博品館劇場 他）
- 『ザ・クラブ』（1997年1月・1998年10月、博品館劇場）
- 『恋と結婚』（1997年9月 オリエンタル劇場 他、1998年2月 三越劇場、1999年1月 - 2月 博品館劇場 他）
- 『奇想天外万事良』（1997年10月 東京厚生年金会館大ホール）
- 『花粉熱　'98 』（1998年6月、博品館劇場）
- 『リトル・ダーリン』（1998年7月 博品館劇場）
- 『トロワ・デラックス』（1999年2月 三越劇場）
- 地人会『谷間の女たち』（1999年7月 ベニサン・ピット）
- 『ポケットミュージカル「電報」「電話」』（1999年9月 かめありリリオホール）
- 里見浩太朗特別公演『大石内蔵助』（1999年11月 - 12月、劇場飛天） - 浮橋太夫役
- 『宵待ち草』（2000年4月 オリエンタル劇場）
- 五木ひろし特別公演『大江戸夢芝居』（2000年5月 梅田コマ劇場）
- 『もうレクイエムは歌わない』（2000年8月 スペース・ゼロ）
- 『お隣の人々』（2000年10月 博品館劇場）
- 『源氏物語』（2000年12月 東京国際フォーラムホールA） - 空蝉 役
- 『桜祭り狸御殿』（2001年4月 新宿コマ劇場 他）
- 『VISUAL SONG SHOW THE SINGERS PASSION』（2001年5月、博品館劇場）
- 『ツインズ〜ふたりのライザ』（2002年1月 アートスフィア）
- 『ジンジャーブレッド・レディ』（2002年5月・2003年5月、博品館劇場） - トービー・ランドー 役
- 『シンデレラ』（2002年8月 新宿コマ劇場、2003年11月 - 12月 梅田コマ劇場） - 姉、ジョイ 役
- ザ・レビュー『サ・セ・パリ』（2002年10月 - 11月 ゆうぽうと、2005年2月 文京シビックホール 他）
- 『マウストラップ』（2003年1月 三百人劇場 他）
- 『ル・シャルム』（2003年6月 青山劇場）
- 『FAME』（2003年6月 - 7月 ルテアトル銀座 他）
- 『HIBARI』（2003年10月 新宿文化センター）
- 沢たまき追悼公演『PLAYGIRL …ING』（2004年4月、博品館劇場）
- 『私、女優よっ!』（2004年9月 アートスフィア）
- 『ナイン THE MUSICAL』（2004年10月 - 11月 アートスフィア）
- 松井誠特別公演『ジパング』（2005年1月 御園座） - 月田早苗 役
- 『アメイジング』（2006年6月 アートスフィア 他）
- 『桜合戦狸囃子』『ショー・イズ・オン’06』（2006年3月 - 4月 梅田芸術劇場 他）
- 『レビュー狂時代2006』（2006年10月 渋谷公会堂）
- 『妻への詫び状』（2007年5月 大阪松竹座） - 竹田聖子 役
- 『野鴨』（2007年11月 シアター1010ミニシアター）
- 『ラティーナ』（2008年1月 - 3月 東京文化会館 他）
- 『女ひとり ミヤコ蝶々物語』（2008年10月 - 11月 大阪松竹座 他） - 日向さき 役
- バレエ『くるみ割り人形』（2009年12月 メルパルクホール）
- 『ベルばらから次郎長へ 勢揃い、清水港 次郎長三國志』（2011年1月 博品館劇場） - とよ 役
- 『スーホの白い馬』（2011年8月 新潟市民芸術文化会館りゅーとぴあ） - スーホのおばあさん 役
- 『首のない王妃　マリーアントワネットのその後』（2011年9月 博品館劇場） - マリーアントワネットのその後デュバリー夫人 役
- 『ザ・ナイスガイ』（2011年12月 明治座）
- レビュー『サ・セ・パリ2』（2012年1月 - 2月 全国ツアー）
- 『恋人たちの神話』（2012年9月 三越劇場）
- 『Legendary V』（2013年9月 築地本願寺ブディストホール
- 『曽根崎心中』（2013年11月 兵庫県立芸術文化センター） - お吉 役
- 『恋文 〜星野哲郎物語〜』（2014年2月 三越劇場）
- 『パルレ』（2015年1月 博品館劇場）
- 『オルガンズ～おんな赤ひげ奮闘記～』（2017年3月-4月 三越劇場） - 医院長　役
- 『リプシンカ ～ヒールをはいた男!?たち～』（2022年6月17日 - 19日、COOL JAPAN PARK OSAKA TTホール / 6月22日 - 26日、博品館劇場）[5]
- ミュージカル・ショー『SEVEN−西遊記7つの戦い−』（2023年11月4日 - 19日、品川プリンスホテル クラブeX / 11月25日・26日、森ノ宮ピロティホール） - 釈迦如来 / 観音菩薩 役[6]
- 『風の又三郎』（2024年10月25日 - 27日、あうるすぽっと）[7]
- NDプラットフォーム 第1回プロデュース公演『煙が目にしみる』（2025年9月3日 - 7日〈予定〉、ウッディシアター中目黒）[8]

### テレビドラマ
- 日立テレビシティ「愛の讃歌 越路吹雪の青春」（TBS）
- 遠山の金さんII 第13話「長崎から来た麗人・不知火太夫!」（テレビ朝日、東映）
- 必殺仕事人・激突!第5話「弁天小僧のかんざし」（朝日放送、松竹） - 菊次郎 役
- はぐれ刑事純情派（テレビ朝日、東映）
  - 第6シリーズ 第9話 「コンビニ強盗・噂で強請られた女」 - 沢田順子 役
  - 第10シリーズ 第18話 スペシャル「狼少年に庇われた女!?疎開した夏…折り鶴の謎」 - 佐々木美和 役
  - 第12シリーズ 第14話「夫と話したかった女!?二重指紋の謎!」 - 平戸鏡子 役
- 土曜ワイド劇場「おとり捜査官・北見志穂14 獄中女に間違われた女刑事!」（テレビ朝日） - 大熊厚子 役